# Menetia amaura
Menetia amaura är en ödleart som beskrevs av  Storr 1978. Menetia amaura ingår i släktet Menetia och familjen skinkar. IUCN kategoriserar arten globalt som livskraftig. Inga underarter finns listade i Catalogue of Life.